# Bruce Timm
Bruce Walter Timm (Oklahoma, 5 febbraio 1961) è un animatore, fumettista e sceneggiatore statunitense.
È noto soprattutto per essere il creatore, insieme a Paul Dini, del DC Animated Universe, ed è uno dei cartoonist più apprezzati non solo nel mondo dell'animazione.
Si è distinto anche nel mondo del fumetto, dove la sua co-creazione più importante, Harley Quinn, realizzata a partire da un'idea originale di Dini e in collaborazione con questi, ha esordito ben due volte: prima per sua mano, sullo speciale Batman: Amore folle, adattamento delle sue origini cartoonesche, quindi nello speciale Harley Quinn, questa volta per mano di Yvel Guichet, sempre su testi di Paul Dini.

## Biografia

### Primi anni
Timm si trasferisce con la famiglia in California ad appena sei anni. Dopo aver coltivato la sua passione per il fumetto, non ritenendosi soddisfatto del livello raggiunto, si dedica all'animazione. In tale ambito realizza, nel 1981, il layout per Blackstar, mentre l'anno successivo entra nello studio di Don Bluth per lavorare come intercalatore al film d'animazione/drammatico Brisby e il segreto di NIMH. Successivamente fa una breve collaborazione con la serie televisiva Masters of the Universe.
Nel 1984 viene arruolato dalla Marvel Productions per curare il character design (ovvero gli schizzi base dei protagonisti e delle ambientazioni che tutti gli animatori dovranno seguire nella realizzazione delle sequenze animate) e gli storyboards per il cartone di GI Joe. Tre anni dopo approda agli studi di Ralph Bakshi per il character design della serie The New Adventures of Mighty Mouse. Quindi nel 1988 cura la sua prima regia per il Beany&Cecil Show.

### Animazione

#### DC Animated Universe
Nell'estate del 1990 avviene il suo primo contatto con Batman. Dopo aver lavorato alle Tiny Toon Adventures, insieme ad Eric Radomski realizza un promo (breve filmato promozionale) muto in cui, su un fondale dark si muovono alcuni personaggi, mentre in sottofondo si sentono alcune musiche tratte dal Batman di Tim Burton. Questo progetto viene approvato e così arriva la prima stagione per il Batman animato: Batman è un cartone al tempo stesso divertente ma d'atmosfera, che non tradisce le origini oscure del personaggio e che mescola la cura per gli sfondi ed i particolari, all'ironia e ad un certo gusto retrò. Assieme a Paul Dini ha creato anche la serie animata Freakazoid.
Da questo punto in poi la carriera di Timm si ritroverà sempre più strettamente legata al mondo dell'animazione, realizzando altre due serie direttamente collegate al Cavaliere Oscuro (Batman - Cavaliere della notte del 1997 e Batman of the Future del 1999). A queste si aggiungono la serie animata dedicata a Superman (Superman del 1996) e quella legata alla JLA (The Justice League del 2001), realizzata solo grazie al successo della serie di Morrison-Porter-Dell, e Justice League Unlimited.
È stato anche produttore esecutivo della serie animata Teen Titans.

#### DC Universe Original Animated Movies
A partire dal 2006 ha collaborato con Warner Bros. producendo, dirigendo o sceneggiando i film d'animazione della serie DC Universe Original Animated Movies.
Nel 2014, è stato annunciato che Timm sarà il produttore esecutivo di Justice League: Gods and Monsters, Justice League: Gods and Monsters Chronicles e Batman: The Killing Joke.
Nel 2017 esce Batman e Harley Quinn, che lo vede tornare alla sceneggiatura dopo 11 anni (dalla fine quindi di Justice League Unlimited).

### Fumettista
Sia come animatore, sia come fumettista, comunque, le sue influenze, per sua stessa ammissione, sono il Kirby degli anni settanta, Harvey Kurtzman, Wally Wood, senza dimenticare Alex Toth, soprattutto per la carriera da fumettista. A questi sono da aggiungere anche Dan De Carlo e Lynne Taylor, col quale ha collaborato per Batman: The Animated Series, per i personaggi femminili.
La sua carriera da fumettista, invece, è abbastanza limitata. Dopo alcuni episodi per He-Man negli anni ottanta, Timm riprende a disegnare per i fumetti solo negli anni novanta, quando il successo della serie e del personaggio di Harley Quinn, la fidanzata del Joker che ha esordito l'11 settembre del 1992 nell'episodio A Joker's Favor, spingono Dini e Timm a farla esordire anche nel mondo del fumetto. Da circa un anno, infatti, in un albo omonimo, le Batman Adventures animate hanno ottenuto un loro albo apposito, realizzato da validi artisti come Ty Templeton, Rick Burchett. Si decide, allora, di realizzare uno speciale apposito, Mad Love, su testi di Dini, dove far esordire la folle controparte femminile del Joker e che vince un Eisner Award e un Harvey Award (la prima storia supereroistica ad aver vinto entrambi questi premi, i più prestigiosi per il fumetto statunitense).
Agile, snella e forse anche più folle del Joker, la Harley del fumetto e Mad Love hanno un incredibile successo di critica e pubblico, diventando ben presto una delle storie più apprezzate sul Cavaliere Oscuro degli anni Novanta. Gli impegni con le nuove serie animate, però, non gli impediscono di realizzare Annual ed albi stagionali per la serie a fumetti tratta dai cartoon, nonché una storia per Batman: Black & White, un contributo al volume Marvel Capitan America: Red, White & Blue, ed una miniserie con Harley e Poison Ivy per la DC Comics.
Tra i suoi allievi più illustri si conta il talentuoso Darwyn Cooke, suo collaboratore per le serie animate Superman/Batman Adventures e Batman Beyond, delle quali ha realizzato anche le versioni a fumetti.
Nell'estate del 2013, Timm realizza la copertina per il n. 4 di Adventures of Superman.